# 1980-е годы в экономике СССР
В 1980 году была завершена десятая пятилетка. В 1981—1985 годах был реализован одиннадцатый пятилетний план развития народного хозяйства, среднегодовые темпы прироста национального дохода в этот период составили 3,5 %. На период 1986—1989 годов приходится начало реализации двенадцатого пятилетнего плана, который, однако, не был завершён.

## 1981 год
- Март — на XXVI съезде КПСС утверждены задания одиннадцатой пятилетки

## 1982 год
- 24 мая — одобрена «Продовольственная программа СССР на период до 1990 г.»

## 1983 год
- Январь — начало кампании по укреплению трудовой дисциплины
- 17 июня — Верховным Советом СССР принят «Закон о трудовых коллективах и повышении их роли в управлении предприятиями, учреждениями, организациями».
- 14 июля — Постановление Совета Министров СССР «О дополнительных мерах по расширению прав производственных объединений (предприятий) промышленности в планировании и хозяйственной деятельности и по усилению их ответственности за результаты работ»
- 18 августа — Постановление ЦК КПСС и Совета Министров СССР «О мерах по ускорению научно-технического прогресса в народном хозяйстве»
- декабрь 1983 года — в переданном участникам очередного Пленума ЦК КПСС тексте своего выступления Юрий Андропов смог назвать основные направления программы комплексного совершенствования всего механизма управления народным хозяйством. Пленум наметил переход на интенсивный путь развития и радикальную реформу экономики.

## 1984 год
- 1 января — начат широкомасштабный экономический эксперимент. Предприятия трёх республиканских и двух союзных министерств были переведены в порядке эксперимента на хозрасчётные отношения, должны были самостоятельно формировать планы, фонды развития производства и заработной платы. В 1984–1986 гг. на новые условия хозяйствования была переведена половина предприятий промышленности, многие предприятия транспорта, а также сфера услуг.
- Проводилась разработка комплексной программы экономических реформ.
- Июнь — была расширена роль профсоюзов. Профсоюзы могли оспаривать в высших инстанциях решения партийных и хозяйственных органов, которые нарушали трудовое законодательство, тормозили развитие экономической инициативы, производительность труда, социальное обеспечение трудящихся.

## 1985 год
- 23 апреля — на Пленуме ЦК КПСС Михаил Горбачёв сообщил о планах «ускорения социально-экономического развития страны»[1].
- 17 мая — начало антиалкогольной кампании
- 12 сентября — решение о проведении аттестации рабочих мест
- 12 октября — образовано Главное управление по созданию и использованию космической техники для народного хозяйства и научных исследований
- 22 ноября — учреждение Госагропрома СССР

## 1986 год
- 9 января — принимается совместное постановление ЦК КПСС и Совета Министров СССР «О мерах по дальнейшему развитию потребительской кооперации», предусматривающее возможность создания частных торгово-закупочных кооперативов с июля 1986 года.
- 21 марта — Президиум Верховного Совета СССР принял указ об образовании общесоюзного Государственного комитета по вычислительной технике и информатике
- 15 мая — Постановление Совета Министров СССР «О мерах по усилению борьбы с нетрудовыми доходами»
- 14 августа — Постановление Совета Министров СССР, разрешившее создание кооперативов по сбору и переработке вторсырья при местных Советах
- 19 ноября — спустя ровно полгода после кампании по борьбе с нетрудовыми доходами принят закон СССР «Об индивидуальной трудовой деятельности»[2], разрешивший параллельные заработки в свободное от основной работы время гражданам и членам их семей (частный извоз, репетиторство и пр.). Закон вступил в силу 1 мая 1987 года.

## 1987 год
- Январь — в гражданских отраслях экономики введена госприёмка.
- Январь — на Пленуме ЦК КПСС был взят курс на поддержку развития кооперативов (в первую очередь, в сфере общественного питания и бытового обслуживания).
- 1 января — частичная отмена госмонополии во внешней торговле: разрешено продавать за границу товары и сырьё.
- 13 января — Постановление Совета Министров СССР, разрешившее создание совместных предприятий с участием советских организаций и фирм капиталистических и развивающихся стран, им предоставлялись льготные условия с вывозом за границу 80 % прибыли.
- 5 февраля — Постановление Совета Министров СССР «О создании кооперативов по производству товаров народного потребления».[3]
- 13 марта — совместное постановление ЦК КПСС, ВЦСПС и ЦК ВЛКСМ о создании центров научно-технического творчества молодежи.
- 1 мая — вступил в силу «Закон об индивидуальной трудовой деятельности»
- 11 июня — Постановление ЦК КПСС и Совета Министров СССР № 665 «О переводе предприятий и организаций отраслей народного хозяйства на полный хозрасчёт и самофинансирование».[4]
- 30 июня — Закон СССР «О государственном предприятии (объединении)»[5]

## 1988 год
- 1 января — вступил в силу ряд законов об экономических реформах
- 26 мая — принят закон СССР «О кооперации в СССР»
- 24 августа — зарегистрирован первый в СССР кооперативный банк («Союз-банк», г. Чимкент Казахской ССР)[6].
- 15 октября — Постановление Совета Министров СССР о выпуске акций предприятиями и организациями
- 2 ноября — повышение пенсий на 40 %
- 11 ноября — основан «Инкомбанк»
- 6 декабря — основан «Автобанк» (в 2004 году вошёл в состав банка «Уралсиб»)[7][8].
- 27 декабря — на сессии Верховного Совета СССР принят госбюджет с дефицитом в 7 %.

## 1989 год
- Усугубление экономической ситуации в стране: рост промышленного производства резко замедляется, дефицитом становятся товары первой необходимости. Признание провала концепции «рыночного социализма» и первые разговоры о переходе к полноценной рыночной экономике.
- Апрель — Закон об аренде
- Июль — Л. И. Абалкин возглавил Государственную комиссию по экономической реформе при правительстве СССР. Фактическое признание провала курса на «ускорение» и реформы 1987 года. Первые дискуссии о переходе к «регулируемой» рыночной экономике.
- Июль-декабрь — массовые забастовки в различных отраслях народного хозяйства
- 3 ноября — проведён первый в СССР валютный аукцион.

## 1990 год
- Март — Закон «О собственности в СССР». Легализация частной собственности, отрицавшейся в СССР на ценностном и идеологическом уровне.
- Июнь — Постановление Верховного совета СССР «О концепции перехода к регулируемой рыночной экономике».
- 19 июня — Постановлением Совмина СССР об акционировании предприятий.
- Сентябрь — радикальная программа перехода к рынку «500 дней», подготовленная экономистами Г.Явлинским и С.Шаталиным, отвергнута Совмином СССР и президентом Горбачёвым, что становится одной из причин конфликта между руководством суверенизирующейся РСФСР и союзным центром.
- 1 ноября — вводится коммерческий курс рубля к иностранным валютам, в частности к доллару США в размере 1,8 рубля за доллар.
- Декабрь — в провозгласившей суверенитет крупнейшей союзной республике — РСФСР — принимаются собственные законы о банках и банковской деятельности и о предприятиях и предпринимательской деятельности.

Уменьшение поступления налогов в бюджет привело к компенсационному печатанию денег, кроме того, госпредприятиям разрешили часть безналичной прибыли переводить в наличные рубли в фонд материального поощрения, что привело к повышению зарплат. Следствием этого стала нарастающая инфляция, которая усугублялась всё увеличивающимся дефицитом потребительских товаров. Власти были вынуждены расширять талонную систему распределения, тем самым поощряя чёрный рынок. Всё это увеличивало предпочтение населением доллара, курс которого по отношению к рублю вырос с официальных 67 копеек (или 4 руб. на чёрном рынке) в 1985 году до рыночных 17 рублей в начале 1991-го.

## Промышленность
В 1986 году в общем объёме промышленной продукции на группу «А» (производство средств производства) приходилось 75,3 %, на группу «Б» (производство предметов потребления) — 24,7 %.
Производство чугуна: в 1980 году — 107 млн тонн, в 1986 году — 114 млн тонн, в 1988 году — 115 млн тонн. Производство стали в 1980 году — 148 млн тонн, в 1986 году — 161 млн тонн, в 1988 году — 163 млн тонн. Производство проката в 1980 году — 103 млн тонн, в 1986 году — 112 млн тонн, в 1988 году — 116 млн тонн.
Производство минеральных удобрений (в пересчёте на 100 % питательного вещества): в 1980 году — 24,8 млн тонн, в 1986 году — 34,7 млн тонн, в 1988 году — 37 млн тонн. Производство синтетических смол и пластических масс в 1980 году — 3,64 млн тонн, в 1988 году — 5,68 млн тонн. Производство химических волокон и нитей в 1980 году — 1,18 млн тонн, в 1988 году — 1,56 млн тонн.
Производство целлюлозы: в 1980 году — 7,12 млн тонн, в 1988 году — 8,75 млн тонн. Производство бумаги в 1980 году — 5,29 млн тонн, в 1988 году — 6,32 млн тонн. Производство картона в 1980 году — 3,45 млн тонн, в 1988 году — 4,50 млн тонн.

### Машиностроение
Производство автомобилей: в 1980 году — 2,199 млн штук (в том числе легковых — 1,327 млн), в 1985 году — 2,196 млн (в том числе легковых — 1,332 млн). Производство тракторов в 1980 году — 555 тыс. штук, в 1988 году — 559 тыс. штук.
28 сентября 1988 года совершил первый полёт самолёт Ил-96. 2 января 1989 года совершил первый полёт самолёт Ту-204. 18 июля 1989 года был начат серийный выпуск автобуса ЛиАЗ-5256. 27 июля 1989 года был представлен прототип автомобиля ВАЗ-2110.

### Топливно-энергетический комплекс
Выработка электроэнергии в 1980 году составила 1294 млрд кВт·ч (в том числе в РСФСР — 1001,1 млрд кВт·ч), в 1986 году — 1599 млрд кВт·ч, в 1988 году — 1705 млрд кВт·ч.
Структура добычи топлива в СССР в 1988 году:
- нефть — 39,0 %,
- газ — 38,9 %,
- уголь — 20,4 %,
- горючие сланцы — 0,4 %,
- торф — 0,3 %,
- дрова и др. — 1,0 %.

Добыча нефти (включая газовый конденсат) в 1980 году составила 603 млн тонн, в 1986 году — 615 млн тонн, в 1988 году — 624 млн тонн. Добыча природного газа в 1980 году составила 435 млрд м³, в 1986 году — 686 млрд м³, в 1988 году — 770 млрд м³. Добыча угля в 1980 году — 718 млн тонн, в 1986 году — 751 млн тонн, в 1988 году — 772 млн тонн.
В декабре 1980 года был осуществлён пуск первого агрегата Чебоксарской ГЭС. 12 февраля 1988 года была введена в действие 723-километровая высоковольтная ЛЭП Сковородино (Амурская область) — Могоча — Холбон (Читинская область): Дальний Восток был подключён к Единой энергетической системе. 15 августа 1989 года на базе Министерства газовой промышленности СССР создан концерн «Газпром».

## Сельское хозяйство
Численность занятых в сельском хозяйстве в 1985 г. составляла около 28 млн человек (около 20 % занятых в народном хозяйстве СССР). В начале 1980-х СССР занимал 1-е место в мире по производству пшеницы, ржи, ячменя, сахарной свёклы, картофеля, подсолнечника, хлопка, молока, 2-е по поголовью овец, 3-е — по общему объёму производства сельскохозяйственной продукции, поголовью крупного рогатого скота, сбору зерна.
В валовой продукции сельского хозяйства СССР в 1986 году на долю растениеводства приходилось 45 %, животноводства — 55 %.

## Транспорт
Эксплуатационная длина железных дорог на 1986 год составляла 145,6 тыс. км (в том числе электрифицированных — 50,6 тыс. км).
В 1986 году грузооборот всех видов транспорта общего пользования составлял 8193 млрд тонно-километров, в том числе доля:
- железнодорожного транспорта — 46,8 %,
- морского — 11,8 %,
- автомобильного — 6,0 %,
- речного — 3,1 %,
- трубопроводного — 32,2 %
  - газопроводы — 15,1 %,
  - нефте- и нефтепродуктопроводы — 17,1 %,
- воздушного — 0,04 %.

В 1980-е продолжилось начатое ранее строительство Байкало-Амурской магистрали. 27 октября 1984 года было открыто сквозное движение по БАМу. 3 ноября 1989 года опубликовано сообщение о вводе в строй завершающих объектов на БАМе. С их пуском открылась постоянная эксплуатация магистрали на всём протяжении от Усть-Кута до Тихого океана.
В 1985 году от ответвления БАМа — линии Тында — Беркакит было начато строительство на север Амуро-Якутской магистрали.

## Внешняя торговля
Оборот внешней торговли СССР:
- 1980 год — 94 млрд рублей;
- 1988 год — 132 млрд рублей.

3 апреля 1981 года между СССР и Афганистаном подписано соглашение о товарообороте на 1981−1985 годы.
29 декабря 1981 года президент США Рональд Рейган объявил о санкциях против СССР, в том числе о прекращении поставок нефтегазового оборудования и о прекращении работы советской закупочной комиссии в Нью-Йорке.
2 июля 1982 года в Рейкьявике подписано соглашение об экономическом сотрудничестве между СССР и Исландией.
19 августа 1986 года вышло постановление, разрешившее самостоятельно выходить на внешний рынок 20 министерствам и примерно 60 предприятиям. 8 мая 1989 года постановлением Совета министров СССР № 412 «О развитии хозяйственной деятельности советских организаций за рубежом», фактически была отменена монополия внешней торговли, в результате чего на государстве остались долги за поставленный в СССР импорт, а частные предприниматели получили возможность продавать купленные за рубли ресурсы за рубежом, получая валюту на свои индивидуальные счета.

### Экспорт
В 1988 году структура экспорта СССР по странам была следующей: страны СЭВ 49 %, ЕС 14 %, Куба 5 %, США, Афганистан.
В 1988 году в структуре экспорта занимали:
- топливо и электроэнергия — 46,5 %,
- машины, оборудование и транспортные средства — 15,5 %,
- руды, металлы — 8,5 %,
- продовольствие и промышленные товары — 4,0 %,
- химические продукты — 3,4 %,
- древесина, бумага — 3,3 %,
- другие товары (в том числе оружие) — 22,8 %.

20 ноября 1981 года СССР подписал контракты на поставку природного газа из Сибири в страны Западной Европы.

### Импорт
В 1988 году структура импорта в СССР по странам была следующей: страны СЭВ 54 %, ЕС 11 %, Куба, КНР, США.
В 1988 году в структуре импорта занимали:
- машины, оборудование и транспортные средства — 41,4 %,
- продовольствие и промышленные товары — 29,1 %,
- руды, металлы — 8,1 %,
- химические продукты — 5,3 %
- топливо и электроэнергия — 3,9 %,
- древесина, бумага — 1,2 %,
- другие товары — 11,0 %.

24 апреля 1981 года президент США Рональд Рейган отменил эмбарго на поставки американского зерна в СССР (20 августа 1983 года Р. Рейган ввёл запрет на поставки в СССР оборудования для строительства трубопроводов).